# 北海道道1169号愛別インター線
北海道道1169号愛別インター線（ほっかいどうどう1169ごうあいべつインターせん）は、北海道上川郡愛別町内を結ぶ一般道道（北海道道）である。

## 概要

### 路線データ
- 起点 : 北海道上川郡愛別町愛別（北海道道140号愛別当麻旭川線交点）
- 終点 : 北海道上川郡愛別町愛別（旭川紋別自動車道 愛別IC）
- 路線延長 : 0.1km（総延長）

## 歴史
- 2005年（平成17年）2月1日 路線認定[1]。

愛別ICの供用開始の2004年（平成16年）3月27日の後に認定された。

## 地理

### 通過する自治体
- 上川総合振興局
  - 上川郡愛別町

### 交差する道路
愛別町
- 北海道道140号愛別当麻旭川線 - 愛別（起点）
- 旭川紋別自動車道愛別IC - 愛別（終点）